# Rafik Bounab
Rafik Bounab (de son nom complet Hani Abderrafik Bounab, en arabe : هاني عبدالرفيق بوناب), né le 20 décembre 2000 en Algérie, est un handballeur international algérien.

## Palmarès

### En équipe d'Algérie
Championnats du monde
- 31e place au Championnat du monde 2023 ( Pologne/ Suède)
- 30e au Championnat du monde 2025 ( Croatie/ Danemark/ Norvège)

Championnat d'Afrique
- Médaille d'argent au Championnat d'Afrique 2024 ( Égypte)

Jeux panarabes
- Médaille de bronze aux Jeux panarabes de 2023 ( Algérie)